# Eupithecia lobbichlerata
Eupithecia lobbichlerata är en fjärilsart som beskrevs av Schütze 1961. Eupithecia lobbichlerata ingår i släktet Eupithecia och familjen mätare. Inga underarter finns listade i Catalogue of Life.